# Крыжановский, Александр Владимирович
Александр Владимирович Крыжановский (укр. Олександр Володимирович Крижановський; 13 октября 1957, Киев — 21 ноября 2023, Киев) —  украинский театральный режиссёр, актёр, Заслуженный артист Украины (2018).
Директор-художественный руководитель Киевского академического театра на Печерске.

## Биография
Александр Крыжановский родился 13 октября 1957 года в Киеве.
- в 1979 году окончил актёрский факультет КГИТИ им. И. К. Карпенко-Карого.
- в 1981 году окончил аспирантуру КГИТИ им. И. К. Карпенко-Карого.
- с 1987 по 1991 годы — студент Школы драматического искусства, режиссёрского факультета ГИТИСа.
- с 1980 по 1986 годы — актёр Театра Эстрады.
- c 1982 по 1998 годы — преподаватель КГИТИ им. И. К. Карпенко-Карого.
- с 1986 по 1987 годы — актёр Молодого театра.
- с 1991 по 1998 годы — актёр Театра на Подоле.
- с 1999 года — руководитель Нового драматического театра на Печерске.

Скончался 21 ноября 2023 года от инфаркта.

### Семья
- Жена — Тамара Плашенко, заслуженная артистка Украины, актриса Театра на Подоле
  - Сын — Владимир

## Режиссёрские работы

### Киевский национальный университет театра, кино и телевидения имени И. К. Карпенко-Карого
1. 1988 — «Маленькие трагедии» А. Пушкина
2. 1989 — «Дон Жуан» А. Пушкина
3. 1991 — «Вечерние посетители» Ж. Превера

### Институт международных отношений КНУ им. Т. Шевченко)
1. 1999 — «Пигмалион» Дж. Б. Шоу

### Киевская академическая мастерская театрального искусства «Созвездие»
1. 1999 — «Визит господина В» М. Булгакова

### Театр на Подоле
1. 1992 — «Лунин, или смерть Жака» Э. Радзинского
2. 1994 — «Медведь» А. Чехова
3. 1997 — «Зеркало и маска» Х. Борхеса

### Новый драматический театр на Печерске
1. 2000 — «Медведь» А. Чехова
2. 2000 — «Импровизация»
3. 2000 — «Остров нашей Любви и Надежды» Геннадия Соловского
4. 2001 — «Забыть Герострата!» Г. Горина
5. 2001 — «Вифлеемская звезда» сказка для детей
6. 2003 — «У каждого свои странности» А. Чехова
7. 2004 — «Закон Танго» (по текстам Кортасара, Борхеса, Неруды) руководитель проекта
8. 2005 — «Записки сумасшедшего» Н. Гоголя
9. 2005 — «Мастер и Маргарита» М. Булгакова
10. 2007 — «Встреча» (совместно с «MELO» Стокгольм) руководитель проекта
11. 2008 — «Распутник» Э. Шмитта
12. 2011 — «Push Up» Роланда Шиммельпфеннига[нем.]
13. 2011 — «Спаси меня» Ани Хиллинг[нем.]
14. 2012 — «Ночной Гаспар. Повешенный» Лейлы Александер-Гарретт
15. 2012 — «Корабль не придёт» Нис-Момме Штокманна
16. 2014 — «Ощущать» (Украина-Швеция) руководитель проекта

## Фильмография
1. 1994 — Певица Жозефина и мышиный народ — актёр, второй режиссёр
2. 2000 — Эйзенштейн[англ.] — секретарь Сталина
3. 2002 — Шум ветра — отец
4. 2004 — Пепел Феникса — слепой
5. 2004 — Эвиленко — заключённый
6. 2005 — За всё тебя благодарю — Василич
7. 2005 — Возвращение Мухтара—2 — директор музея
8. 2006 — За всё тебя благодарю—2 — Василич
9. 2006 — Возвращение Мухтара—3 — врач
10. 2007 — Возвращение Мухтара—4 — Колпаков
11. 2008 — Смерть шпионам. Крым — капитан Сапега
12. 2008 — Сила притяжения — Георгий
13. 2008 — Райские птицы — сотрудник КГБ
14. 2009 — Охота на Вервольфа — Зотов
15. 2009 — Чёрта с два — Логинов
16. 2010 — Брат за брата — Чванов
17. 2012 — Матч — тренер
18. 2013 — Жизнь после жизни — Асадов
19. 2013 — Польская сибириада — Тартаковский
20. 2014 — Мажор — Андрей Викторович
21. 2014 — Песни пьющих — «Ерофеев»
22. 2015 — Битва за Севастополь — Джон, секретарь Элеоноры Рузвельт
23. 2015 — Нюхач-2 — генерал спецслужб
24. 2015 — По законам военного времени — Егор Ильич
25. 2016 — 25-й час — Филатов
26. 2019 — Швабра — генерал Борис Михайлович Сосновский

## Признание и награды
- 2008 — Лауреат премии «Киевская пектораль» в категории «Лучший спектакль камерной (малой) сцены» («Распутник» Новый драматический театр на Печерске)
- 2011 — Лауреат премии «Киевская пектораль» в категории «Лучший спектакль камерной (малой) сцены» («Push Up» Новый драматический театр на Печерске)
- 2012 — Лауреат премии «Киевская пектораль» в категории «Лучший спектакль камерной (малой) сцены» («Корабль не придёт» Новый драматический театр на Печерске)
- 2018 — Заслуженный артист Украины (26 марта 2018 года) — за весомый личный вклад в развитие национальной культуры и театрального искусства, значительные творческие достижения, высокое профессиональное мастерство и по случаю Международного дня театра[1]
- 2024 — Орден «За заслуги» III степени (23 августа 2024 года, посмертно) — за значительные заслуги в укреплении украинской государственности, мужество и самоотверженность, проявленные в защите суверенитета и территориальной целостности Украины, весомый личный вклад в развитие различных сфер общественной жизни, добросовестное исполнение профессиональной обязанности[2]

## Пресса
- Анатолий Лемыш. Новый театр намерен завоевать Печерск (недоступная ссылка) // Еженедельник «2000», 12 января 2001.
- Юлия Бентя. Повторное чтение // «Коммерсантъ Украина», 1 июля 2011.
- Олег Вергелис. Театры начинают резать по-живому // «Зеркало недели», 28 января 2011.
- Сергей Васильев. Тоска по реальности // «КоммерсантЪ Украина», 27 марта 2012.
- Олег Вергелис. «Хватит ныть! Рядом с плохим в искусстве есть и хорошее» // «Порто-Франко», № 37 (1183), 4 октября 2013.
- Алина Сандуляк. 10 новых украинских спектаклей // BIT.UA, 21 октября 2013.
- Сергей Васильев. После приговора // «ШО[укр.]», 2 июня 2014.
- Юлия Бентя. Театр быстрого реагирования // «Капитал[укр.]», 12 сентября 2014.